# Гелебрант Віктор Васильович
Ві́ктор Васи́льович Гелебра́нт (нар. 23 січня 1972 року, с. Неліпино, Свалявський район, Закарпатська область — 5 квітня 2021 року, сел. Золоте-4, Сєвєродонецький район, Луганська область) — молодший сержант, командир механізованого відділення механізованої роти 92-ї окремої механізованої бригади імені кошового отамана Івана Сірка Збройних сил України, учасник російсько-української війни.

## Із життєпису
Строкову службу відбув оператором секретного зв'язку підводного човна, на Північному флоті. Після строкової мав намір підписати контракт, але повернувся додому, де, у 1993 році, одружився, в шлюбі народилася донька. Перебуваючи на заробітках у Харкові, одружився вдруге, також має доньку. Після другого розлучення одружився втретє, в Краснокутську, де й проживав з родиною: дружиною та сином. Працював слюсарем у місцевому житлово-комунальному господарстві.
Учасник Антитерористичної операції на сході України та Операції об'єднаних сил на території Луганської та Донецької областей з 2015 року, відколи був призваний за мобілізацією.
Після завершення, у 2016 році, підписав контракт із ЗСУ та служив у складі 24-ї окремої механізованої бригади, з 2018 року — у складі 92-ї ОМБр.
Загинув 5 квітня 2021 року, під час бойового чергування, біля селища Золоте-4, через поранення голови внаслідок снайперського обстрілу, здійсненого російськими найманцями.
Похований 9 квітня 2021 року в Краснокутську, де проживав. Залишились батьки, дружина, 10-річний син та дві доньки від попередніх шлюбів.

## Нагороди та вшанування
- Указом Президента України № 202/2021 від 20 травня 2021 року «за особисту мужність і самовіддані дії, виявлені у захисті державного суверенітету та територіальної цілісності України» — нагороджений орденом «За мужність» III ступеня (посмертно)[2].